# Yves Angani Kayiba
Yves Angani Kayiba (ur. 26 maja 1991 w Kinszasie) – kongijski piłkarz występujący na pozycji napastnika.

## Kariera klubowa
Kayiba rozpoczął karierę w rodzinnym kraju w klubie FC Système. Latem 2013 roku przeniósł się do grającego w drugiej lidze francuskiej FC Metz. Występował jednak jedynie w jego rezerwach, grających w piątej lidze. W 2014 roku wrócił do FC Système, a na początku 2014 roku przeniósł się do francuskiego czwartoligowca, Monts d'Or Azergues Foot.

## Kariera reprezentacyjna
W reprezentacji DR Konga zadebiutował w 2011 roku.